# 2015年エリック・ボンパール杯
2015年エリック・ボンパール杯（2015ねんエリック・ボンパールはい、フランス語: Trophée Eric Bompard 2015）は2015年にフランスで開催されたフィギュアスケートの国際競技会。国際スケート連盟による2015/2016 ISUグランプリシリーズの第4戦である。

## 概要
2015年エリック・ボンパール杯は、2015-2016シーズンのグランプリシリーズ・フランス大会。2015年11月13日から15日にかけて、シニアクラスの男女シングル、ペア、アイスダンス競技が ボルドーのメリアデックアイスリンクで行われる予定であったが、13日にパリで発生した同時多発テロ事件の影響で、各フリー種目の演技は中止された。
主催したフランス氷上競技連盟は、今回のテロにより「フランス国民に服喪してもらうために、開催の中止・延期をする必要がある」と説明している。
11月23日、国際スケート連盟よりショート種目の順位を最終結果として扱うことが正式発表された。
またこの時の冠スポンサーであるエリック・ボンパール社は、キャンセルに伴うスポンサー費用の返還が行われなかったこと、その後のフランス氷上競技連盟の対応を理由として、今大会限りで2004年から11年間（ラリック杯での準筆頭スポンサーを含めると16年間）続けてきたスポンサーから降板している。

## 選手招待
今大会開催国の統括団体であるフランス氷上競技連盟に対しては、各種目で最大3人（組）の出場枠が用意された。
| 男子シングル             | 女子シングル                   | ペア                                              | アイスダンス                                              |
| ------------------------ | ------------------------------ | ------------------------------------------------- | --------------------------------------------------------- |
| パトリック・チャン       | ブルックリー・ハン             | ミリアム・ツィーグラー and セヴェリン・キーファー | パイパー・ギレス and ポール・ポワリエ                     |
| 王一                     | ガブリエル・デールマン         | ジュリアン・セガン and シャルリ・ビロドー         | ロランス・フルニエ・ボードリー and ニゴライ・サアアンスン |
| シャフィク・ベセギエ     | ロリーヌ・ルカヴァリエ         | 彭程 and 張昊                                     | ペニー・クームズ and ニコラス・バックランド               |
| ロマン・ポンサール       | マエ＝ベレニス・メイテ         | ヴァネッサ・ジェームス and モルガン・シプレ       | アレクサンドラ・ステパノワ and イワン・ブキン             |
| 村上大介                 | ロベルタ・ロデギエーロ         | ニコーレ・デラ・モニカ and マッテオ・グアリーゼ   | アレクサンドラ・ステパノワ and イワン・ブキン             |
| 宇野昌磨                 | 今井遥                         | エフゲーニヤ・タラソワ and ウラジミール・モロゾフ | アリサ・アガフォノヴァ and アルペル・ウチャル             |
| デニス・テン             | 村上佳菜子                     | タチアナ・ボロソジャル and マキシム・トランコフ   | マディソン・ハベル and ザカリー・ダナヒュー               |
| キム・ジンソ             | アンゲリーナ・クチヴァルスカ   | マリッサ・キャステリ and マーヴィン・トラン       | -                                                         |
| マキシム・コフトゥン     | ユリア・リプニツカヤ           | -                                                 | -                                                         |
| アレクサンドル・ペトロフ | エリザベータ・トゥクタミシェワ | -                                                 | -                                                         |
| マックス・アーロン       | グレイシー・ゴールド           | -                                                 | -                                                         |
| -                        | アンジェラ・ワン               | -                                                 | -                                                         |

### 出場辞退・追加招待

#### 男子シングル
9月15日、シャフィク・ベセギエが追加招待された。10月7日、ミーシャ・ジーがフランスのビザが取得できないために出場を辞退した。10月15日、キム・ジンソが追加招待された。11月6日、フローラン・アモディオが足首の炎症のために出場を辞退した。

#### 女子シングル
8月17日、キーラ・コルピが引退のために出場を辞退した。8月21日、ロベルタ・ロデギエーロが追加招待された。9月23日、ブルックリー・ハンが追加招待された。

#### アイスダンス
9月23日、サラ・ウルタド/アドリア・ディアス組とアリサ・アガフォノヴァ/アルペル・ウチャル組が追加招待された。10月16日、サラ・ウルタド/アドリア・ディアス組が解散したために出場を辞退した。10月26日、ロランス・フルニエ・ボードリー/ニゴライ・サアアンスン組が追加招待された。11月12日、ガブリエラ・パパダキス/ギヨーム・シゼロン組が、パパダキスの脳震盪のために出場を辞退した。

## 競技結果

### 男子シングル
- ショートプログラム - 11月13日
- フリースケーティング - 11月14日

| 順位 | 名前                     | ショートプログラム | ショートプログラム | ショートプログラム | ショートプログラム | ショートプログラム |
| 順位 | 名前                     | 合計               | 技術               | 構成               | 減点               | 滑走順             |
| ---- | ------------------------ | ------------------ | ------------------ | ------------------ | ------------------ | ------------------ |
| 1    | 宇野昌磨                 | 89.56              | 48.71              | 40.85              | 0.00               | #9                 |
| 2    | マキシム・コフトゥン     | 86.82              | 45.64              | 41.18              | 0.00               | #11                |
| 3    | 村上大介                 | 80.24              | 40.39              | 39.85              | 0.00               | #6                 |
| 4    | デニス・テン             | 80.10              | 39.24              | 41.86              | 1.00               | #10                |
| 5    | パトリック・チャン       | 76.10              | 31.70              | 44.40              | 0.00               | #5                 |
| 6    | アレクサンドル・ペトロフ | 74.64              | 39.28              | 35.36              | 0.00               | #7                 |
| 7    | マックス・アーロン       | 72.91              | 36.12              | 37.79              | 1.00               | #8                 |
| 8    | 王一                     | 72.08              | 38.93              | 33.15              | 0.00               | #2                 |
| 9    | キム・ジンソ             | 71.24              | 38.42              | 33.82              | 1.00               | #3                 |
| 10   | シャフィク・ベセギエ     | 68.36              | 35.28              | 33.08              | 0.00               | #4                 |
| 11   | ロマン・ポンサール       | 62.86              | 31.18              | 32.68              | 1.00               | #1                 |

### 女子シングル
- ショートプログラム - 11月13日
- フリースケーティング - 11月14日

| 順位 | 名前                           | ショートプログラム | ショートプログラム | ショートプログラム | ショートプログラム | ショートプログラム |
| 順位 | 名前                           | 合計               | 技術               | 構成               | 減点               | 滑走順             |
| ---- | ------------------------------ | ------------------ | ------------------ | ------------------ | ------------------ | ------------------ |
| 1    | グレイシー・ゴールド           | 73.32              | 39.30              | 34.02              | 0.00               | #11                |
| 2    | ユリア・リプニツカヤ           | 65.63              | 35.06              | 30.57              | 0.00               | #10                |
| 3    | ロベルタ・ロデギエーロ         | 58.81              | 32.77              | 26.04              | 0.00               | #5                 |
| 4    | 村上佳菜子                     | 58.30              | 29.53              | 28.77              | 0.00               | #9                 |
| 5    | エリザベータ・トゥクタミシェワ | 56.21              | 26.55              | 30.66              | 1.00               | #12                |
| 6    | ガブリエル・デールマン         | 55.35              | 27.54              | 27.81              | 0.00               | #8                 |
| 7    | アンゲリーナ・クチヴァルスカ   | 53.68              | 28.02              | 25.66              | 0.00               | #7                 |
| 8    | アンジェラ・ワン               | 53.60              | 28.36              | 25.24              | 0.00               | #1                 |
| 9    | 今井遥                         | 47.87              | 24.76              | 25.11              | 2.00               | #6                 |
| 10   | ブルックリー・ハン             | 47.65              | 24.47              | 23.18              | 0.00               | #3                 |
| 11   | マエ＝ベレニス・メイテ         | 46.82              | 23.76              | 23.06              | 0.00               | #4                 |
| 12   | ロリーヌ・ルカヴァリエ         | 46.53              | 24.07              | 24.46              | 2.00               | #2                 |

### ペア
- ショートプログラム - 11月13日
- フリースケーティング - 11月14日

| 順位 | 名前                                              | ショートプログラム | ショートプログラム | ショートプログラム | ショートプログラム | ショートプログラム |
| 順位 | 名前                                              | 合計               | 技術               | 構成               | 減点               | 滑走順             |
| ---- | ------------------------------------------------- | ------------------ | ------------------ | ------------------ | ------------------ | ------------------ |
| 1    | タチアナ・ボロソジャル and マキシム・トランコフ   | 74.50              | 39.38              | 35.12              | 0.00               | #4                 |
| 2    | ヴァネッサ・ジェームス and モルガン・シプレ       | 65.75              | 36.40              | 29.35              | 0.00               | #5                 |
| 3    | ジュリアン・セガン and シャルリ・ビロドー         | 64.95              | 36.00              | 28.95              | 0.00               | #2                 |
| 4    | 彭程 and 張昊                                     | 64.10              | 34.07              | 31.03              | 1.00               | #8                 |
| 5    | ニコーレ・デラ・モニカ and マッテオ・グアリーゼ   | 64.08              | 35.43              | 28.65              | 0.00               | #6                 |
| 6    | マリッサ・キャステリ and マーヴィン・トラン       | 62.63              | 62.63              | 27.66              | 0.00               | #1                 |
| 7    | エフゲーニヤ・タラソワ and ウラジミール・モロゾフ | 62.32              | 33.12              | 30.20              | 1.00               | #7                 |
| 8    | ミリアム・ツィーグラー and セヴェリン・キーファー | 50.56              | 26.93              | 23.63              | 0.00               | #3                 |

### アイスダンス
- ショートダンス - 11月13日
  - パターンダンスパート : ラベンスバーガーワルツ
  - クリエイティブパート : ワルツとフォックストロット、マーチ、ポルカの中から選択
- フリーダンス - 11月14日

| 順位 | 名前                                                      | ショートダンス | ショートダンス | ショートダンス | ショートダンス | ショートダンス |
| 順位 | 名前                                                      | 合計           | 技術           | 構成           | 減点           | 滑走順         |
| ---- | --------------------------------------------------------- | -------------- | -------------- | -------------- | -------------- | -------------- |
| 1    | マディソン・ハベル and ザカリー・ダナヒュー               | 64.45          | 32.62          | 31.83          | 0.00           | #6             |
| 2    | パイパー・ギレス and ポール・ポワリエ                     | 63.94          | 31.91          | 32.03          | 0.00           | #7             |
| 3    | アレクサンドラ・ステパノワ and イワン・ブキン             | 60.64          | 30.50          | 30.14          | 0.00           | #2             |
| 4    | ペニー・クームズ and ニコラス・バックランド               | 58.34          | 27.66          | 30.68          | 0.00           | #5             |
| 5    | ロランス・フルニエ・ボードリー and ニゴライ・サアアンスン | 54.72          | 27.67          | 27.05          | 0.00           | #3             |
| 6    | アンナ・ヤノフスカヤ and セルゲイ・モズゴフ               | 52.88          | 25.65          | 27.23          | 0.00           | #4             |
| 7    | アリサ・アガフォノヴァ and アルペル・ウチャル             | 47.64          | 21.92          | 25.72          | 0.00           | #1             |

## 賞金
各競技の上位成績者には、2015/2016 ISUグランプリシリーズの他大会と同様に以下の賞金が与えられた。
| 順位 | 賞金         |
| ---- | ------------ |
| 1位  | 18,000米ドル |
| 2位  | 13,000米ドル |
| 3位  | 9,000米ドル  |
| 4位  | 3,000米ドル  |
| 5位  | 2,000米ドル  |

競技後のエキシビション出演を断った場合は賞金から3,000米ドルを差し引かれるとされていたが、エキシビションが中止となったため、対象外となった。競技賞金がなかった選手のエキシビション出演には、シングルで200米ドル、ペア・アイスダンスで一組に付き300米ドル支払われるとされた。